# Nefoenus
Nefoenus is een geslacht van vliesvleugeligen uit de familie Pteromalidae. De wetenschappelijke naam van dit geslacht is voor het eerst geldig gepubliceerd in 1988 door Boucek.

## Soorten
Het geslacht Nefoenus is monotypisch en omvat slechts de volgende soort:
- Nefoenus pilosus Boucek, 1988